# Garabet Ibrăileanu
Garabet Ibrăileanu (n. 23 mai 1871, Târgu Frumos, România – d. 11 martie 1936, București, România) a fost un critic și istoric literar, eseist, pedagog, redactor literar și romancier român. Este una dintre cele mai influente personalități din literatura română a primelor decenii din secolul al XX-lea, teoretician, promotor al criticii literare științifice (direcția poporanistă), creator literar, profesor de istoria literaturii române la Universitatea din Iași și principal redactor al revistei Viața românească între anii 1906 și 1930. Sub pseudonimul Cezar Vraja, pe care avea să-l folosească, cu intermitențe, toată viața, Garabet Ibrăileanu debutează în paginile revistei Școala nouă cu articole, după care publică versuri, poeme în proză, cugetări, traduceri etc.

## Biografie
La 23 mai 1871 s-a născut, la Târgu Frumos Garabet Ibrăileanu. Tatăl, armean de origine, se numea Teodor Ibrăileanu iar mama, Maria Marcovici era fiica lui Andronie și a Varteniei Marcovici din Roman, descendenți, la rândul lor, ai unor vechi familii armenești din Moldova. Părinții, împreună cu copilul, se mută la Roman, în 1872, în casa Varteniei Marcovici. În anul 1876, Teodor Ibrăileanu, în asociație, arendează moșia de la Poiana lui Iurașcu, din apropierea Romanului, unde se mută, la puțină vreme, toată familia. „Aici, la Poiana lui Iurașcu, am cunoscut natura”, va scrie peste ani Garabet Ibrăileanu. La 17 septembrie, în același an, Maria Ibrăileanu moare după ce dăduse naștere unei fetițe, Maria. Teodor Ibrăileanu se recăsătorește, în 1877, după cum îi caracterizează fiul său gestul, în Amintiri, din „combinații gospodărești”.
În septembrie 1878, Garabet este înscris la o școală din Bacău, dar e mutat curând la Roman, deoarece tatăl său își găsise o slujbă de administrator la o moșie din apropierea orașului. Copilul se îmbolnăvește și este retras de la școală. Între 1879 - 1883, studiază la școala primară din Roman, iar între 1883 - 1887, urmează cursurile Gimnaziului „Roman-Vodă”, unde, începând cu clasa a II-a, a primit premiul întâi în fiecare an.
În septembrie 1887, se înscrie în clasa a V-a, la Liceului „Codreanu” din Bârlad. La 21 septembrie, a aceluiași an, moare Teodor Ibrăileanu.
Ibrăileanu, împreună cu alți colegi, printre care Raicu Ionescu-Rion, înființează, în 1888, societatea literară Orientul. Un an mai târziu, în iunie 1889, societatea se destramă prin plecarea din Bârlad a elevilor care terminaseră liceul. La 1 iulie 1889, împreună cu Panait Mușoiu și Eugen Văian, editează la Roman, revista Școala Nouă de orientare socialistă, care apare până în iunie 1890. Secretar de redacție, Garabet Ibrăileanu semnează la început cu inițiala I, din numărul 3 – cu pseudonimul Cezar Vrajă. Garabet Ibrăileanu fusese atras de ideile socialiste răspândite în mijlocul tineretului școlar din Roman de către V. G. Morțun. În Amintirile din copilărie și adolescență, scrise de Ibrăileanu în 1911, acesta mărturisea: "Revista era socialistă, ateistă, materialistă, realistă - în sfârșit, revoluționară în toate direcțiile!" Revista Școala nouă a fost considerată "o revistă de tip oarecum nou față de revistele socialiste anterioare", fiind orientată aproape exclusiv spre literatură.
În iunie 1890, Garabet Ibrăileanu termină liceul și în toamnă, își ia examenul de bacalaureat la Universitatea din Iași. Se înscrie la Facultatea de litere și filozofie a Universității din Iași; în anul întâi frecventează toate facultățile, negăsindu-și locul. În 1891, dă examene la Școala Normală Superioară. O parte din obiecte erau predate tot de profesorii facultății. Atras de febra publicistică și de ideile socialiste, Garabet Ibrăileanu lasă studiile superioare pe un plan secund, trecându-și examenele cu întârziere.
Între 1890 și 1894 îl întâlnim colaborând la săptămânalul bucureștean Munca (1890) cu articole politice, la Adevărul și Critică socială (1892) cu articole de critică, la Evenimentul literar (1893 - 1894) - nr. 1 apare la 20 decembrie 1893, din iulie 1894, redacția se mută la București; începând cu nr. 45, 24 octombrie 1894, se contopește cu Lumea nouă, din octombrie 1894 până în februarie 1895 colaborează la Lumea nouă, organ al social-democrației române din București, fiind și redactor.
Termină Școala Normală Superioară în anul 1894, iar în aprilie 1895 susține examenul și obține licența în științe istorico-filozofice. O cunoaște pe Elena Carp (n. 25 mai 1873), viitoarea sa soție.
Traduce în 1896, Bel-Ami de Guy de Maupassant, semnând Cezar Vrajă. Numit suplinitor la Gimnaziul de băieți din Bacău, la 1 septembrie nu s-a prezentat la post. Rămâne în Iași, unde dă lecții particulare; lucrează, sub conducerea lui Alexandru Philippide, la Dicționarul Academiei și își petrece timpul în preajma Elenei Carp.
În aprilie 1899 se prezintă la postul de la Bacău iar în septembrie 1900 este numit profesor la Liceul Internat „Costache Negruzzi" din Iași.
Colaborează în 1901 la Noua Revistă Română a lui Constantin Rădulescu-Motru. La 5 iulie 1901 se căsătorește cu Elena Carp. Suplinește un an, începând cu 1 septembrie, catedra de Filozofie de la Liceul Național din Iași (fosta Academie Mihăileană).
Între lunile ianuarie și aprilie 1902 își susține examenul de capacitate pentru a deveni profesor titular. Se naște Maria, unicul lor copil. La 1 septembrie este numit profesor provizoriu de limba română la Liceul Militar Iași.
În martie, aprilie și mai 1904 face, cu Elena, o călătorie în străinătate, în Austria, Germania, Italia, Elveția.
Colaborează în 1905, în numerele 1-3 ale revistei Curentul nou, editată de Henric Sanielevici. În martie 1906 apare la Iași Viața Românească, directori Constantin Stere și Paul Bujor, secretar de redacție Ibrăileanu. Până la 1 iulie 1908, redacția revistei a fost în casa lui Ibrăileanu; după mutarea redacției, cenaclul literar continuă în același loc. La 18 decembrie 1907, Ministerul îi acordă titlul de profesor definitiv iar pe 1 septembrie 1908 este numit profesor suplinitor la catedra Istoria literaturii române moderne a Facultății de litere din Iași. Îi apare volumul Scriitori și curente (1909); în perioada februarie-martie se internează la sanatoriul Sfânta Elisabeta, București. În 1911, Ibrăileanu redactează o detaliată biografie ce va apărea postum sub titlul Amintiri din copilărie și adolescență. La 5 noiembrie este destituit de minister din postul de suplinitor, în locul lui fiind numit Eugen Lovinescu, doctor în litere la Paris și docent universitar. Ibrăileanu se înscrie la doctorat în decembrie 1911 iar în 1912 publică teza de doctorat Opera literară a d-lui Vlahuță, în urma căreia primește titlul de doctor. În iunie Consiliul facultății propune numirea lui Ibrăileanu la aceeași catedră; de acum înainte viața lui Ibrăileanu se va împărți între revistă și Universitate. Viața românească își încetează apariția în august 1916 și reapare în martie 1920. Va publica volumul Note și impresii.
Între aprilie și septembrie 1918 G. Ibrăileanu publică cotidianul “Momentul”. Iar în octombrie Academia Română îi respinge candidatura.
Din februarie până în decembrie 1919 apare revista săptămânală Însemnări literare. Ține, la îndemnul medicului Francisc Iosif Rainer, un „curs popular” despre literatura română la Institutul de Anatomie Iași.
Apar volumele După război și Scriitori români și străini (1921). Între 1924-1925 redactează romanul Adela într-o primă versiune, pe care o citește soției și prietenilor. În 1927 lucrează la o ediție a poeziilor lui Eminescu ce va fi editată în 1930 de Cultura națională. În același an apar volumele Studii literare și Privind viața. Tot în 1930, redactia revistei Viața românească se mută la București, editată fiind de Adevărul. În ianuarie 1933, se retrage de la conducerea revistei ce va reveni lui Mihai Ralea, director pentru partea ideologică și politică și lui G. Călinescu, directorul părții literare și artistice. În mai, apare romanul Adela, pentru care în iunie i se conferă premiul național de proză.
1934, boala se agravează, în aprilie suportă la București o intervenție chirurgicală, spre toamnă, este internat la sanatoriul Casa Diaconeselor din București.
A părăsit lumea celor vii în noaptea de 10 spre 11 martie 1936. La 12 martie, corpul profesorului a fost incinerat și timp de un sfert de oră i s-a cântat andantele din Simfonia Nr.6 (Pastorala) de Ludwig van Beethoven. Urna cu cenușa marelui dispărut a fost depusă în mormântul din apropierea bisericii cimitirului „Eternitatea” din Iași.

## Cariera și opera
Între 1890 și 1895, Garabet Ibrăileanu frecventează la Universitatea din Iași cursurile Facultății de Filosofie, istorie și literatură, concomitent urmează școala normală superioară.
În timpul studiilor universitare, Garabet Ibrăileanu colaborează la diverse ziare și reviste (Munca, Evenimentul literar, Lumea nouă etc.), cu articole având conținut politic-social și de orientare literară.
În 1908 a ocupat catedra de literatură modernă de la Universitatea "Alexandru Ioan Cuza" din Iași, pe care a servit-o până în 1934. Profesorul Ibrăileanu a reluat strălucita tradiție a societății Junimea și a revistei Convorbiri literare prin reunirea în jurul revistei Viața românească a celor mai însemnați scriitori ai epocii și prin orientarea mișcării literare a vremii în direcția creației de caracter specific, legată de realitățile naționale contemporane. Spiritul democratic al lui Garabet Ibrăileanu a ferit poporanismul, în cei 10 ani de existență, din prima serie a revistei Viața românească, de excese ca și de exclusivism, permițând scriitorilor importanți ai epocii, Mihail Sadoveanu, Ion Agârbiceanu, Gala Galaction, Octavian Goga, Tudor Arghezi etc. să-și dezvolte liber activitatea.

## Criticul literar
Opera critică a lui Garabet Ibrăileanu, al treilea moment important în critica românească, poate fi privită ca o sinteză a direcțiilor anterioare ilustrate de Titu Maiorescu și C. Dobrogeanu-Gherea. Întâia lucrare importanta a lui Ibrăileanu, Spiritul critic în cultura românească (1908) este un eseu sociologic. Autorul analizează geneza formelor culturii în România, luând ca documente operele scriitorilor mai însemnați din perioada 1840-1880, adică din momentul apariției revistei lui Mihail Kogălniceanu, Dacia literară - unde se afirmă pentru întâia oară spiritul critic, condamnându-se literatura de imitație și se atrage atenția asupra necesității reprezentării caracterului național - până la constituirea statului român modern, când România a luat fizionomia unui stat european. Această operă a lui Ibrăileanu, de o cuceritoare vioiciune dialectică, conține observații pătrunzătoare asupra atitudinii principalilor scriitori români față de formele de civilizație și cultură dintr-un proces de patru decenii de dezvoltare, trecând prin revoluția burghezo-democrată de la 1848, Unirea Principatelor și dobândirea independenței naționale. O opinie nuanțată, cu unele accente critice, asupra Spiritului critic în cultura românească are George Călinescu: "...cartea rămâne o admirabilă demonstrație de volubilitate sofisticată și de beție de idei. Ea încântă intelectul și-l invită la gândire și e ...o capodoperă în felul ei, care a avut o înrâurire covârșitoare mai ales în sociologie."
Următoarele volume de critică, Scriitori și curente (1909), Opera literară a d-lui Vlahuță (1912), Note și impresii (1920), După război (1921), Scriitori români și străini (1926), Studii literare (1930) conțin observații mereu valoroase despre clasici (Cârlova, Alecsandri, Eminescu, Creangă, Caragiale) sau despre contemporani la impunerea cărora Ibrăileanu a contribuit (Sadoveanu, I.Al. Brătescu-Voinești, Gala Galaction, G. Topârceanu, Demostene Botez, Mihai Codreanu, Otilia Cazimir, Ionel Teodoreanu, Henriette Ivonne Stahl). Observația despre caracterul filosofic al romanțelor lui Eminescu, despre caracterul de nuvelă al basmelor lui Creangă, despre semnificația numelor comice din teatrul și proza lui Caragiale, sublinierea lirismului prozei lui Sadoveanu, a psihologiei inadaptatului din proza obiectivă a lui Brătescu-Voinești, autoironiei lui Topârceanu, sincerității lui Demostene Botez, a pozei rostadiene din sonetele lui M.Codreanu, a creației de tipuri din proza de evocare a copilăriei a lui Ionel Teodoreanu au devenit apoi locuri comune ale criticii, circulând detașate de autor, ca niște adevăruri necesare.
Două eseuri originale, de răsunet ale lui Ibrăileanu sunt Literatura și societatea, apărut ca introducere la teza de doctorat Opera literară a d-lui Vlahuță și, respectiv, Creație și analiză din volumul Studii literare.
În cel dintâi, criticul aruncă o lumină nouă asupra raportului dintre artist și societate prin teoria selecției, insistând asupra corespondenței dintre idealul artistic și aspirațiile publicului la un moment dat, relație care explică soarta plină de peripeții a artistului de geniu, totdeauna receptat printr-o latură a creației sale și succesul sau insuccesul artistului conformist.
În cel de-al doilea, Ibrăileanu stabilește, referindu-se la romanul contemporan, două tipuri mai răspândite, unul constând din prezentarea comportării eroilor, a faptelor lor, și altul constând din comentarea stărilor sufletești, altfel spus romanul narativ și romanul analitic, romanul epic și romanul liric sau romanul obiectiv și romanul subiectiv. Disociațiile lui Ibrăileanu între creație și analiză, bogat exemplificate, arată avantajele și dezavantajele celor două procedee, lămurind câteva din misterele capodoperei.
Un volum de aforisme privitoare la conduita înțeleptului Privind viața (1930) și un roman de analiză a sentimentului iubirii Adela (1933), clasic în literatura noastră, încheie activitatea lui Garabet Ibrăileanu. Pentru multilaterala sa activitate, Academia Română l-a ales membru postmortem în anul 1948. Garabet Ibrăileanu a rămas în amintirea tuturor celor care l-au cunoscut drept un profesor impecabil, impunător șef de cenaclu, om de o rară distincție sufletească, prieten de neuitat, intelectual de o elevată ținută, a cărui operă se constituie într-un moment remarcabil în istoria criticii românești.

## RevistaViața Românească
Viața Românească este o revistă periodică literar-artistică și științifică, editată de către Constantin Stere, Paul Bujor, Garabet Ibrăileanu, începând cu martie 1906.